# Flotsam and Jetsam (Peter-Gabriel-Album)
Flotsam and Jetsam ist das vierte Kompilations-Album und das einundzwanzigste Album insgesamt mit B-Seiten, Remixen und sonstigen Raritäten des englischen Singer-Songwriters und Rock-Musikers Peter Gabriel.

## Hintergrund
Das Album wurde am 13. September 2019 nur in digitalen Stores und auf Streaming-Diensten veröffentlicht. Die 62 Titel, die chronologisch geordnet sind, wurden alle zuvor auf einer Vielzahl von 7"-, 12"- oder CD-Singles, Soundtrack- oder Tribute-Alben veröffentlicht, aber die meisten sind noch nie über digitale Dienste erhältlich gewesen. Die Sammlung ist in drei Teile gegliedert.

## Inhalt
Der erste Teil umfasst die Jahre 1976–1985, nachdem Gabriel die englische Rockband Genesis verließ, um solo zu arbeiten. Als Nächstes folgt 1986–1993, Gabriels Pop-Ära, in der er Alben wie So veröffentlichte. Die dritte und letzte Ära, 1994–2016, umfasst Remixe von Up und endet mit Gabriels Lied The Veil, das für den Film Snowden geschrieben wurde. Das Album umfasst auch einige bisher unveröffentlichte Titel, darunter eine erweiterte Version von Slowburn und eine Version von Don't Break This Rhythm in voller Länge.

## Titelliste
Alle Lieder wurden von Peter Gabriel geschrieben, sofern nicht anders angegeben.
Inhalt der drei Teile:

### Teil 1: 1976–1985
1. Strawberry Fields Forever (von All This and World War II) (Soundtrack) (1976) – 2:33
2. Slowburn (Extended Version) (von Peter Gabriel (Car)) (1977) – 5:16
3. Perspective (Single Version) (von D.I.Y.) (Single) (1978) – 5:07
4. D.I.Y. (Re-recorded Single Version) (von D.I.Y.) (Single) (1978) – 2:53
5. Teddy Bear (von D.I.Y.) (Single) (1978) – 2:17
6. Mother of Violence (Single Mix) (von D.I.Y.) (Single) (1978) – 3:15
7. Solsbury Hill (Live at The Bottom Line) (von Fanclub Flexi Disc) (1978) – 5:11
8. I Don’t Remember (Alternate Version) (von Games Without Frontiers) (Single) (1980) – 3:26
9. Biko (Remixed Version) (von I Don’t Remember) (Single) (1980) – 9:00
10. Shosholoza (von Biko) (Single) (1980) – 5:19
11. Jetzt kommt die Flut (von Biko) (Single) (1980) – 4:58
12. Soft Dog (von Shock the Monkey) (Single) (1982) – 4:14
13. Shock the Monkey (Instrumental) (von Shock the Monkey) (Single) (1982) – 5:51
14. Across the River (von I Have the Touch) (Single) (1982) – 7:02
15. Kiss of Life (Live) (von Solsbury Hill (live)) (Dutch single) (1983) – 5:12
16. I Don’t Remember (Live Single Version) (von I Don’t Remember) (Single) (1983) – 4:55

Gesamtspielzeit (Teil 1): 1:16:29

### Teil 2: 1986–1993
1. I Have the Touch (1985 Remix) (von Sledgehammer) (Single) (1986) – 5:11
2. Sledgehammer (Dance Mix) (von Sledgehammer) (Single) (1986) – 7:28
3. Sledgehammer (Extended) (von Sledgehammer) (Single) (1986) – 5:38
4. Don’t Break This Rhythm (Full Version) (vorher unveröffentlicht, gekürzte Version auf Sledgehammer) (Single) (1986) – 6:09
5. In Your Eyes (Single Mix) (von In Your Eyes) (US Single) (1986) – 6:20
6. In Your Eyes (Special remix) (von Don’t Give Up) (Single) (1986) – 7:18
7. Big Time (Extended Version) (von Big Time) (Single) (1987) – 6:14
8. Curtains (von Big Time) (Single) (1987) – 3:29
9. GA GA (I Go Swimming Instrumental) (von Red Rain) (Single) (1987) – 4:33
10. Walk Through the Fire (Single Mix) (von Red Rain) (Single) (1987) – 3:34
11. Biko (Live) (von Biko) (Single) (1987) – 6:31
12. Digging in the Dirt (Raw Stylus Mix) (von Digging in the Dirt) (Single) (1992) – 7:23
13. Digging in the Dirt (Instrumental) (von Digging in the Dirt) (Single) (1992) – 5:12
14. Quiet Steam (von Digging in the Dirt) (Single) (1992) – 6:27
15. Bashi-Bazouk (von Digging in the Dirt) (Single) (1992) – 4:48
16. Games Without Frontiers (Massive/DB Mix) (von Steam) (Single) (1993) – 5:20
17. Steam (Oh, Oh, Let Off Steam Mix) (von Steam) (Single) (1993) – 6:43
18. Steam (Oh, Oh, Let Off Steam Mix Dub) (von Steam) (Single) (1993) – 5:47
19. Mercy Street (William Orbit Mix) (von Blood of Eden) (Single) (1993) – 7:56
20. Blood of Eden (Special Mix) for Wim Wenders Until the End of the World (von Blood of Eden) (Single) (1993) – 6:43
21. Digging in the Dirt (Rich E Mix) (von Kiss That Frog) (Single) (1993) – 7:28
22. Kiss That Frog (Mindblender Mix) (von Kiss That Frog) (Single) (1993) – 6:46
23. Shaking the Tree (Bottrill Remix), (von Kiss That Frog) (Single) (1993) – 5:54

Gesamtspielzeit (Teil 2): 2:18:52

### Teil 3: 1994–2016
1. Summertime (von The Glory of Gershwin) (1994) – 3:49
2. Suzanne (von Tower of Song: The Songs of Leonard Cohen) (1995) – 5:13
3. I Have the Touch (Robbie Robertson Mix) (von Phenomenon) (Soundtrack) (1996) – 5:30
4. In the Sun (von Diana, Princess of Wales: Tribute) (1997) – 6:44
5. Shaking the Tree 97 (Jungle Version) (von Jungle 2 Jungle) (Soundtrack) (1997) – 5:38
6. I Grieve (City of Angels Version) (von City of Angels) (Soundtrack) (1998) – 8:12
7. The Tower That Ate People (Red Planet Remix) (von Red Planet) (Soundtrack) (2000) – 6:28
8. Animal Nation (von The Wild Thornberrys Movie) (Soundtrack) (2002) – 7:22
9. Signal to Noise (Gangs of New York Version) (von Gangs of New York) (Soundtrack) (2002) – 7:39
10. More Than This (The Polyphonic Spree Mix) (von More Than This) (Single) (2002) – 5:08
11. More Than This (Elbow Mix) (von More Than This) (Single) (2002) – 5:05
12. My Head Sounds Like That (Röyksopp Remix) (von More Than This & The Barry Williams Show) (Singles) (2002) – 8:24
13. Sky Blue (Martyn Bennett Remix) (von More Than This) (Single) (2002) – 5:19
14. Growing Up (Trent Reznor Remix) (von Growing Up) (Single) (2003) – 6:31
15. Growing Up (Stabilizer Remix) (von Growing Up) (Single) (2003) – 4:51
16. Growing Up (Tricky Instrumental Mix) (von Growing Up) (Single) (2003) – 1:32
17. Darkness (Engelspost Remix) (von Burn You Up, Burn You Down) (Single) (2003) – 14:09
18. Curtains (Broad Mix) (von Uscita) (2004) – 5:59
19. Father, Son (Daniel Lanois & Richard Chappell Mix) (von Uscita) (2004) – 4:39
20. Courage (vorher unveröffentlichte Vollversion, unfertige Originalversion zuerst veröffentlicht auf dem So 25th Anniversary Boxset), Overdub (digitale Single) (2013) – 4:36
21. Courage (The Hexidecimal Mix) (von Courage) (digitale Single) (2013) – 5:26
22. I’m Amazing (digitale Single) (2016) – 7:33
23. The Veil (von Snowden) (Soundtrack) (2016) – 5:51

Gesamtspielzeit (Teil 3): 2:21:38
Gesamtspielzeit (Teil 1-3): 5:56:59